# Donje Grgure
Donje Grgure (en serbe cyrillique : Доње Гргуре) est un village de Serbie situé dans la municipalité de Blace, district de Toplica. Au recensement de 2011, il comptait 84 habitants.

## Démographie
| 1948 | 1953 | 1961 | 1971 | 1981 | 1991 | 2002 | 2011 |
| ---- | ---- | ---- | ---- | ---- | ---- | ---- | ---- |
| 410  | 435  | 344  | 244  | 211  | 121  | 127  | 84   |

|  |